# Caridina isaloensis
Caridina isaloensis е вид десетоного от семейство Atyidae. Видът не е застрашен от изчезване.

## Разпространение и местообитание
Разпространен е в Мадагаскар.
Обитава сладководни басейни, реки и потоци.